# Hishimonus apricus
Hishimonus apricus är en insektsart som beskrevs av Knight 1970. Hishimonus apricus ingår i släktet Hishimonus och familjen dvärgstritar. Inga underarter finns listade i Catalogue of Life.